# Die Stunde

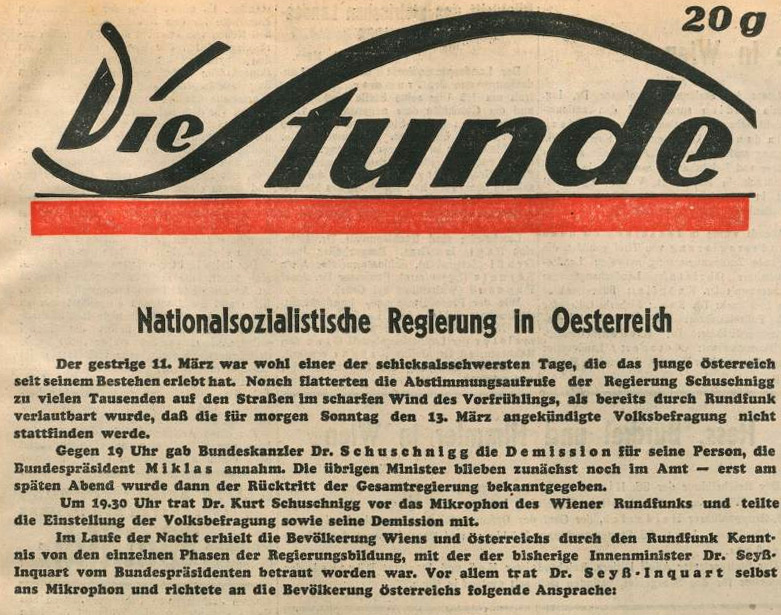
Letzte Ausgabe: 13. März 1938

Die Stunde war eine österreichische Tageszeitung, die vom 2. Februar 1923 bis 13. März 1938 erschien. Herausgeber war Imre Békessy. Die Redaktion und der Verlagssitz befand sich im Verlagshaus Canisiusgasse 8–10, 1090 Wien. Gedruckt wurde die Zeitung von der Johann Nepomuk Vernay Druckerei- und Verlags AG und Eigentümerin war die Kronos-Verlag AG.
Die Tageszeitung war die erste Boulevardzeitung Österreichs. Sie führte einen neuen Stil in der Schlagzeilengestaltung ein, wies unruhige Umbrüche auf und verwendete in großem Umfang Fotos und Illustrationen. Dementsprechend verfügte die Zeitung über einen geringen Textanteil, worunter sich wiederum wenig Politik, jedoch viel Klatsch befand. Hinzu kam ein großer Annoncenanteil. Das Konzept reüssierte und die Zeitung avancierte zu einer der auflagenstärksten Zeitungen Wiens, die das dortige Pressewesen nachhaltig beeinflusste.
Der Nachwelt ist die Zeitung vor allem durch die heftige Auseinandersetzungen von Karl Kraus mit dem Herausgeber Imre Békessy bekannt, dem Kraus Betrügerei und Erpressung nachweisen konnte.

## Geschichte
Die Zeitung wurde 1923 vom 1918 aus Ungarn geflüchteten Imre Békessy, eingedeutscht auch Emmerich Békessy, gegründet. Die Zeitung brachte als im heutigen Sinne klassisches Boulevardblatt stilistische und konzeptuelle Innovationen in die österreichische Presselandschaft. Inhaltlich wies das Blatt von Beginn eine große Ambivalenz auf, da sie zum einen reißerisch und aggressiv, zum anderen liberal, progressiv und anti-nationalistisch ausgerichtet war.
Nach der Anklage Békessys verkaufte dieser die Zeitung und emigrierte. Die Aktien der Eigentümerin der Stunde, der Kronos-Verlags AG, wurden 1926 an ein Konsortium unter Führung der Vernay AG übertragen. Nachfolger als Herausgeber wurde der vormalige Leiter der amtlichen Nachrichtenstelle Hofrat Josef C. Wirth. Die Zeitung bestand bis 1938 weiter, als sie von den Nationalsozialisten eingestellt wurde.

## Inhalt und Blattlinie
Die Zeitung wies die typischen Merkmale einer Boulevardzeitung wie geringer Text- und hoher Bildanteil sowie geringer Politik- und hoher Klatsch-Anteil auf. Die auf die Interessen des „kleinen Mannes“ ausgerichtete Zeitung befand sich häufig auf einer Linie mit der Sozialdemokratie, da sie ebenfalls gegen politische und ökonomische Ausbeutung gerichtet war. Dennoch bemühte sich Békessy bei der Zusammenstellung des Redaktionsteams offensichtlich um qualitative Mitarbeiter. So warb er Karl Tschuppik, den einstigen Chefredakteur des angesehenen Prager Tagblattes, als Chefredakteur vom Neuen Tag ab.

### Politische Richtung
Die Stunde behandelte internationale Fragen verhältnismäßig ausführlich und trat für eine bessere Verständigung der europäischen Nationen zur Sicherung des Friedens ein. Die Zeitung war daher auch gegen nationalistische Strömungen gewandt und so wurde das Parteiprogramm der Deutschnationalen in der Stunde mitunter schlicht als „Kretinismus“ bezeichnet und nach dem Hitler/Ludendorff-Putschversuch von 1923 titelte die Zeitung bereits Zu spät: Deutschlands furchtbarste Katastrophe beginnt. Die Zeitung trat zudem für den Acht-Stunden-Tag und die Aufhebung des Abtreibungsverbotes ein.

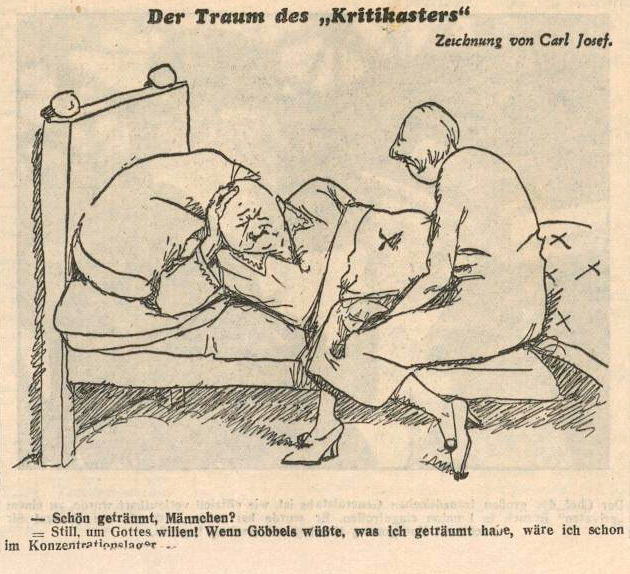
NS-kritische Karikatur vom Juni 1934

Als die Nationalsozialisten Deutschland fest im Griff hatten, bezog Die Stunde fast auf jeder Seite Stellung dagegen. Das reichte von der Karikatur eines Manns, der seinen Traum vor dem deutschen Propagandaminister Goebbels verstecken muss, um nicht ins KZ zu kommen, bis zu einer Analyse der Gleichschaltung in Deutschland: „Alles läßt sich kommandieren, nur – wirkliche Freude nicht!“
Bekannte Mitarbeiter der Zeitung waren neben dem Chefredakteur Karl Tschuppik Egon Friedell, Anton Kuh, Erik von Krünes, Alexander Sandor Nadas, Ernst Spitz und zeitweise auch Billy Wilder.

### Boulevardistische und kriminelle Ausprägungen
Die andere Seite der Zeitung war ein aggressiver und reißerischer Ton und eine permanente Kampagnisierung gegen das Wiener Sittenamt, gegen dessen Schnüffeleien die Zeitung vorgeblich eintrat, tatsächlich aber selber die Privatsphäre der vorgeblich zu schützenden Personen in der Berichterstattung verletzte. Die Zeitung wurde deshalb wiederholt beschlagnahmt.
Für Karl Kraus war die Zeitung laut dem Germanisten Klaus Amann der „Inbegriff eines pornographischen Banditenblattes und ‚Bordellpublizistik‘; er nennt sie nicht ein Meinungs-, sondern ein ‚Sexualorgan‘“.

„Die ‚Stunde‘ führt einen unerbittlichen Kampf gegen die Bespitzelung des Privatlebens durch die Polizei. Sie tritt dafür ein, daß sich die Leute ausleben, und führt es auf die zunehmende Provinzialisierung Wiens zurück, daß der Geschlechtsakt durch andere Organe als durch die beglaubigten Gewährsmänner der ‚Stunde‘ unterbrochen wird.“

In der Ausgabe vom 20. März 1925 brachte die Zeitung auf der Titelseite ein Kinderfoto von Karl Kraus und seiner Schwester Marie, auf dem Karl Kraus durch mehrere Bearbeitungen bewusst hässlich wiedergegeben wurde (riesige Ohren, sehr breiter Mund, seltsame Aussparung im Schritt, ein x auf der Brust); über seinen Anwalt klagte Kraus dagegen, war aber nur teilweise erfolgreich.
Kraus investierte eigenen Angaben zufolge rund 6.700 Stunden in die Recherche, um Békessy Erpressung, Betrügerei, Meineid, Dokumentenfälschung und Verleumdung nachzuweisen und forderte „Hinaus mit dem Schuft“. Zwar waren die Vorwürfe Kraus hauptsächlich auf Békessy bezogen, doch griff er auch die Mitarbeiter des Blattes an, die offensichtlich mit Békessy kooperierten – allen voran auch den Chefredakteur Tschuppik, der in seiner Position verantwortlich für unseriöse Arbeitspraktiken und Artikel war. Tschuppik wandte sich erst spät gegen Békessy und verließ die Zeitung 1926. Auch Békessy verließ die Zeitung 1926, nachdem sich die Erpressungsvorwürfe gegen ihn konkretisierten und Anklage erhoben wurde. Er kehrte zurück nach Ungarn und emigrierte später in die USA.